# Massacre d'Ústí

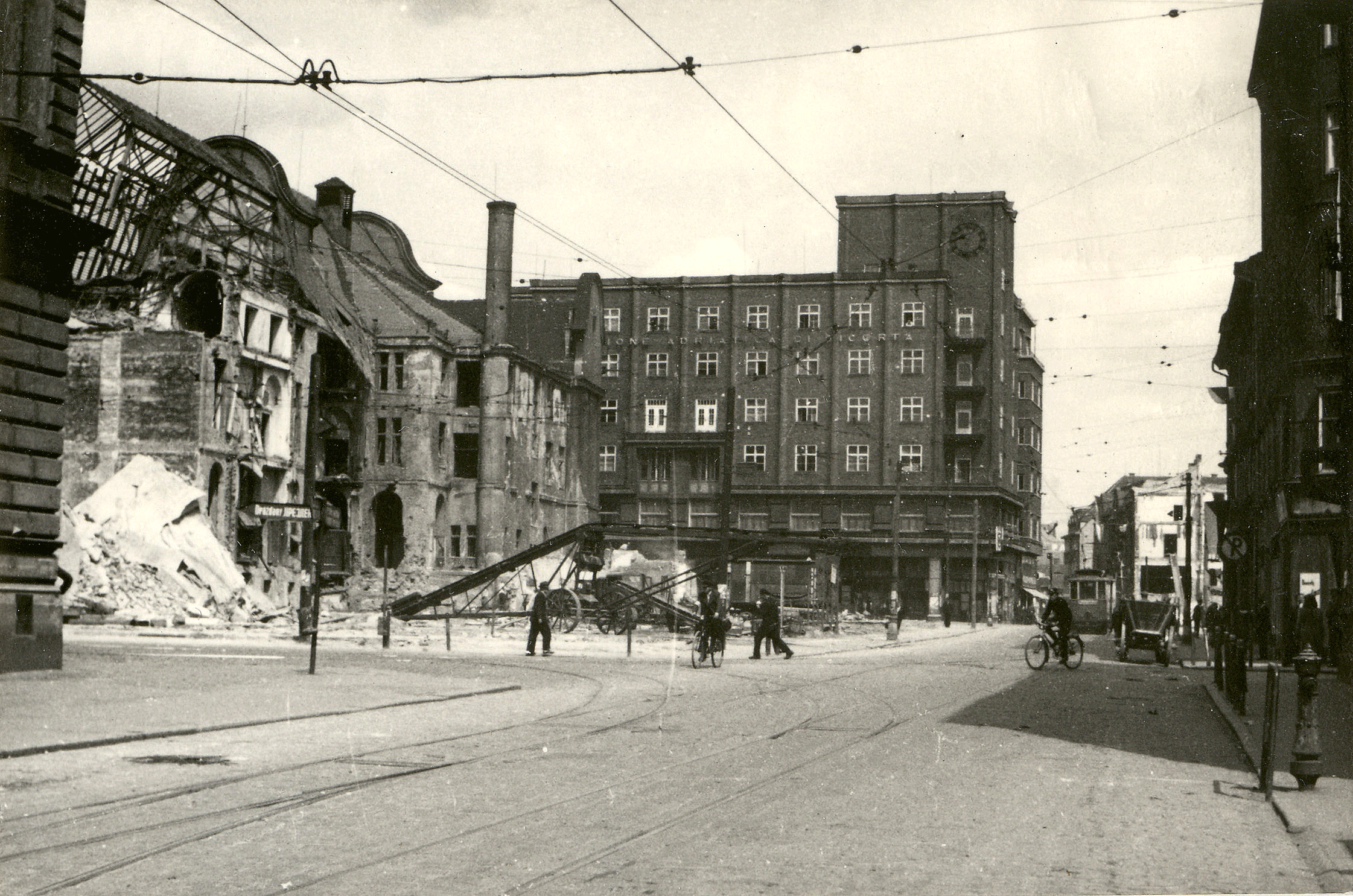
Résultats d'un raid aérien sur Ústí nad Labem (Aussig an der Elbe dans le Grand Reich allemand à l'époque) en 1945.

Le massacre d'Ústí (tchèque : Ústecký masakr, allemand : Massaker von Aussig) est un lynchage de la population allemande survenu le 31 juillet 1945 dans la ville d'Ústí nad Labem (allemand : Aussig) en Tchécoslovaquie.
À la suite de l'explosion d'un entrepôt militaire, la population tchèque de la ville s'en prend à la communauté allemande, recherchant les familles accusées d'avoir été nazies. Le nombre officiel de victimes est de 43 tués mais le bilan réel est inconnu, variant d'une cinquantaine à plusieurs milliers de morts. 
Le lynchage survient juste après la capitulation du Troisième Reich et le retour de la région germanophone des Sudètes à la Tchécoslovaquie. Il s'ensuit à une longue série d'exactions et de représailles commises à l'encontre des minorités allemandes en Europe de l'Est dans l'immédiat après-guerre. L'expulsion définitive des Allemands des Sudètes sera finalement actée en août 1945 à la conférence de Potsdam.

## Contexte
La ville d'Ústí nad Labem ou Aussig est située dans la région des Sudètes, une région alors à majorité locale allemande, qui avait demandé à être rattachée à la République d'Autriche allemande ou à la république de Weimar à la fin de la Première Guerre mondiale, mais qui fut attribuée à la Tchécoslovaquie. En 1938, sur les 43 793 habitants que compte la ville, on dénombre 32 878 Allemands et 8 735 Tchèques et Slovaques.
L'Allemagne nazie revendique la souveraineté sur les Sudètes et obtient finalement leur annexion en septembre 1938 aux accords de Munich. Ces accords ne sont pas respectés par Adolf Hitler qui envahit le reste de la Tchécoslovaquie quelques mois plus tard, en mars 1939. La Bohême est intégrée au Troisième Reich sous la forme du protectorat de Bohème-Moravie tandis que les Sudètes sont directement annexés par le Reich. L'occupation et la guerre sont très difficiles pour l'ancienne Tchécoslovaquie, qui subit les privations et la répression qui s'abattent sur toute la population tchèque, les Slaves étant classés parmi les « sous-hommes », mais qui ciblent en particulier la résistance et différentes minorités : juive, tzigane, homosexuelle, handicapés. Une rancœur à l'encontre des Allemands des Sudètes, considérés comme des nazis, se développe alors.
En mai 1945, les armées alliées entrent en Bohême. L'Armée rouge libère Prague le 9 mai, le lendemain de la capitulation des armées allemandes. Des troupes américaines entrent pour leur part dans l'ouest de la Bohême. La souveraineté de la Tchécoslovaquie est rétablie, avec à sa tête le président Edvard Beneš qui, en exil à Londres depuis 1940, était revenu et avait formé un gouvernement d'union nationale le 5 avril à Košice. Beneš, qui souhaite prévenir toutes revendications irrédentistes futures, négocie avec les Alliés l'expulsion définitive des Allemands des Sudètes.
Sans attendre la décision des Alliés, une épuration ethnique spontanée commence dans les Sudètes, parfois avec la complicité des autorités. Au cours de la marche forcée de Brno qui commence le 30 mai 1945, des milliers d'Allemands sont expulsés vers l'Autriche ou bien rassemblés dans leurs propres camps (d'où les déportés avaient été libérés) dans lesquels beaucoup meurent de maladies et de malnutrition.

## Le massacre
Le 15 juillet 1945 aux alentours de 15 h 30, un dépôt de munitions explose dans le quartier de Krásné Březno. On dénombre 26 ou 27 victimes, dont seulement 7 sont tchèques. 
Immédiatement après l'accident, une rumeur se répand dans la ville et accuse les Allemands de sabotage. Le massacre débute alors, le brassard blanc porté par les citoyens Allemands les rendant particulièrement visibles. Les victimes sont battues à mort, tuées à la baïonnette ou bien abattues. Sur le pont traversant l'Elbe, un incident éclate à la suite des provocations d'un allemand, Georg Schörghuber. L'homme est jeté dans le fleuve par la foule et se fait tirer dessus alors qu'il essaie de nager vers la rive. D'autres Allemands sont ensuite jetés du haut du pont, notamment une femme et son bébé qui sont criblés de balles. 
Les massacres sont principalement commis par les « Gardes Révolutionnaires », une milice communiste formée à la suite de la capitulation allemande, ainsi que par des soldats tchécoslovaques et soviétiques. Des citoyens tchèques tentent cependant de calmer la foule, parmi lesquels le maire de la ville Josef Vondra, qui prend la défense des Allemands. L'état d'urgence est finalement déclaré et un couvre-feu est mis en place. Le calme revient dans les rues vers 18 h 30 après l'intervention de l'armée.